# Liste guatemaltekischer Verteidigungsminister
| Ernannt/Amt angetreten | Name                              | Bemerkungen | in der Regierung von                                          | Posten verlassen |
| ---------------------- | --------------------------------- | --- | ------------------------------------------------------------- | ---------------- |
| 1944                   | Jacobo Árbenz Guzmán              | Kriegsminister, ab 1945 Verteidigungsminister                                                                                 | Juan Federico Ponce Vaidez                                    | 1951             |
| 1945                   | Francisco Javier Arana            | Oberst Befehlshaber der Streitkräfte Guatemalas.                                                                              | Juan José Arévalo                                             | 1949             |
| 1949                   | Carlos Paz Tejada                 | Oberst Befehlshaber der Streitkräfte Guatemalas. (* 17. Dezember 1917 in Guatemala-Stadt; † 30. Oktober 2006 in Mexiko-Stadt) | Juan José Arévalo                                             | 1949             |
| 1954                   | José Ángel Sánchez                | Oberst | Carlos Castillo Armas                                         | 1954             |
| 1955                   | Enrique Close de León             | Oberst | Carlos Castillo Armas                                         | 1957             |
| 1957                   | Juán Francisco Oliva              | | Carlos Castillo Armas                                         | 1957             |
| 3. März 1958           | Guillermo Flores Avendaño         | Oberst | José Miguel Ramón Ydigoras Fuentes                            | 1958             |
| 1960                   | Rubén González Siguí              | | José Miguel Ramón Ydigoras Fuentes                            | 1960             |
| 1960                   | Alfredo Enrique Peralta Azurdia   | Oberst | José Miguel Ramón Ydigoras Fuentes                            | 30. März 1963    |
| 1. Juli 1966           | Rafael Arriaga Bosque             | Oberst | Julio César Méndez Montenegro                                 | 26. März 1968    |
| 28. März 1968          | Rolando Chinchilla Aguilar        | | Julio César Méndez Montenegro                                 | 19. Feb. 1969    |
| 19. Feb. 1969          | Doroteo Reyes Santa Cruz          | General | Julio César Méndez Montenegro                                 | 1. Apr. 1970     |
| Juni 1970              | Leonel Vassaux Martínez           | | Julio César Méndez Montenegro                                 | 1. Jan. 1972     |
| 1. Jan. 1972           | Kjell Eugenio Laugerud García     | General | Carlos Arana Osorio                                           | 1974             |
| 1974                   | Fausto David Rubio Coronado       | General | Carlos Arana Osorio                                           | 1. Apr. 1975     |
| 1. Juli 1975           | Fernando Romeo Lucas García       | General | Kjell Eugenio Laugerud García                                 | 1. Jan. 1977     |
| 1. Feb. 1977           | Otto Guillermo Spiegeler Noriega  | General | Kjell Eugenio Laugerud García                                 | 15. Jan. 1980    |
| 15. Jan. 1980          | Ángel Aníbal Guevara              | General | Fernando Romeo Lucas García                                   | 9. Aug. 1981     |
| 1981                   | Luís René Mendoza Palomo          | General | Fernando Romeo Lucas García                                   | 1981             |
| 1981                   | Efraín Ríos Montt                 | General | Fernando Romeo Lucas García                                   | 1982             |
| 1. Sep. 1982           | Óscar Humberto Mejía Víctores     | General | Efraín Ríos Montt                                             | 15. Aug. 1985    |
| 8. Aug. 1985           | Óscar Humberto Mejía Víctores     | unbesetzt |                                                               | 14. Jan. 1986    |
| 14. Jan. 1986          | Jaime Hernández Méndez            | General | Marco Vinicio Cerezo Arévalo                                  | 31. Jan. 1987    |
| 31. Jan. 1987          | Héctor Alejandro Gramajo          | General | Marco Vinicio Cerezo Arévalo                                  | 21. Mai 1990     |
| 21. Mai 1990           | Juán Leonel Bolaños Chávez        | General | Marco Vinicio Cerezo Arévalo                                  | 5. Sep. 1990     |
| 14. Jan. 1991          | Luis Enrique Mendoza García       | General | Jorge Antonio Serrano Elias                                   | 13. Dez. 1991    |
| 13. Dez. 1991          | José Domingo García Samayoa       | General | Jorge Antonio Serrano Elias                                   | 7. Juni 1993     |
| 7. Juni 1993           | Jorge Roberto Perussina Rivera    | General | Ramiro de León Carpio                                         | 28. Juni 1993    |
| 1. Juli 1993           | Mario René Enríquez Morales       | General | Ramiro de León Carpio                                         | 9. Okt. 1995     |
| 9. Okt. 1995           | Marco Antonio González Taracena   | General | Ramiro de León Carpio                                         | 13. Jan. 1996    |
| 14. Jan. 1996          | Julio Arnoldo Balconi Turcios     | General | Álvaro Arzú Irigoyen                                          | 3. Juli 1997     |
| 3. Juli 1997           | Héctor Mario Barrios Celada       | General | Álvaro Arzú Irigoyen                                          | 30. Juni 1999    |
| 30. Juni 1999          | Marco Tulio Espinoza              | General | Álvaro Arzú Irigoyen                                          | 14. Jan. 2000    |
| 18. Jan. 2000          | Juan de Dios Estrada Velásquez    | Oberst | Alfonso Antonio Portillo Cabrera                              | 9. Jan. 2001     |
| 9. Jan. 2001           | Eduardo Arévalo Lacs              | General | Alfonso Antonio Portillo Cabrera                              | 10. Dez. 2001    |
| 10. Dez. 2001          | Leonel Méndez Estrada             | General | Alfonso Antonio Portillo Cabrera                              | 26. Aug. 2002    |
| 16. Aug. 2002          | Robin Malconi Moran Muñoz         | | Alfonso Antonio Portillo Cabrera                              | 14. Jan. 2004    |
| 14. Jan. 2004          | César Augusto Méndez Pinelo       | General | Óscar Berger Perdomo                                          | 7. Jan. 2005     |
| 7. Jan. 2005           | Carlos Humberto Aldana Villanueva | | Óscar Berger Perdomo                                          | 2. Nov. 2005     |
| 2. Nov. 2005           | Francisco Bermúdez Amado          | | Óscar Berger Perdomo                                          | 29. Dez. 2006    |
| 29. Dez. 2006          | Ronaldo Cecilio Leiva             | | Óscar Berger Perdomo                                          | 14. Jan. 2008    |
| 14. Jan. 2008          | Marco Tulio García Franco         | General | Álvaro Colom Caballeros                                       | 21. Dez. 2008    |
| 21. Dez. 2008          | Abraham Valenzuela Gonzalez       | General | Álvaro Colom Caballeros                                       | 1. Sep. 2011     |
| 1. Sep. 2011           | Juan Jose Ruiz Morales            | General | Álvaro Colom Caballeros                                       | 14. Jan. 2012    |
| 14. Jan. 2012          | Ulises Noe Anzueto Girón          | General | Otto Pérez Molina                                             | 16. Juli 2013    |
| 16. Juli 2013          | Manuel Augusto López Ambrosio     | General | Otto Pérez Molina                                             | 16. Juli 2015    |
| 16. Juli 2015          | Williams Mansilla                 | Brigadegeneral | Otto Pérez Molina, Alejandro Maldonado Aguirre, Jimmy Morales | 1. Okt. 2017     |
| 1. Okt. 2017           | Luis Miguel Ralda Moreno          | Brigadegeneral | Jimmy Morales                                                 |                  |